# Akademik Sergey Korolev
L' Akademik Sergey Korolev était un bâtiment d'essais et de mesures de la soi-disant flotte cosmique  de l'ancienne Union soviétique. Il avait été construit en 1970 pour soutenir le programme spatial soviétique. Nommé en l'honneur de Sergueï Korolev, ingénieur en chef des fusées et concepteur soviétique lors de la course à l'espace entre les États-Unis et l'Union soviétique dans les années 1950 et 1960, le navire a également mené des recherches sur l'aéronomie et sur l'espace.

## Histoire
À l'époque soviétique, l'Akademik Sergey Korolev était un grand navire de communication faisant partie d'une flotte de navires de communication. Ces navires ont considérablement élargi la distance de poursuite lorsque les orbites des cosmonautes et des missions sans équipage se trouvaient à l’ écart des stations terrestres soviétiques de poursuite. Le navire opérait principalement dans l’océan Atlantique, surveillant la trajectoire de l’engin spatial, les données de télémesure et garantissant une liaison de communication avec les cosmonautes. Le navire possédait 79 laboratoires dans lesquels 188 scientifiques travaillaient.
Lors de sa première expédition, l'Akademik Sergey Korolev est parti le 18 mars 1971 et, pendant toute sa durée de vie, il a effectué 22 expéditions au total, d'une durée allant de un à onze mois. Le navire a effectué son dernier voyage du 19 avril au 28 octobre 1991.
En 1975, le navire faisait partie du programme d'essais communs Apollo-Soyouz américano-soviétique.
Après l'effondrement de l'Union soviétique, le navire est revenu en Ukraine mais en raison de la réduction des programmes spatiaux et du manque de fonds, la poursuite de l'exploitation et de la maintenance du navire s'est avérée non rentable. Il a été vendu pour démolition et renommé Orol. Il est arrivé à Alang le 18 août 1996.

## Galerie

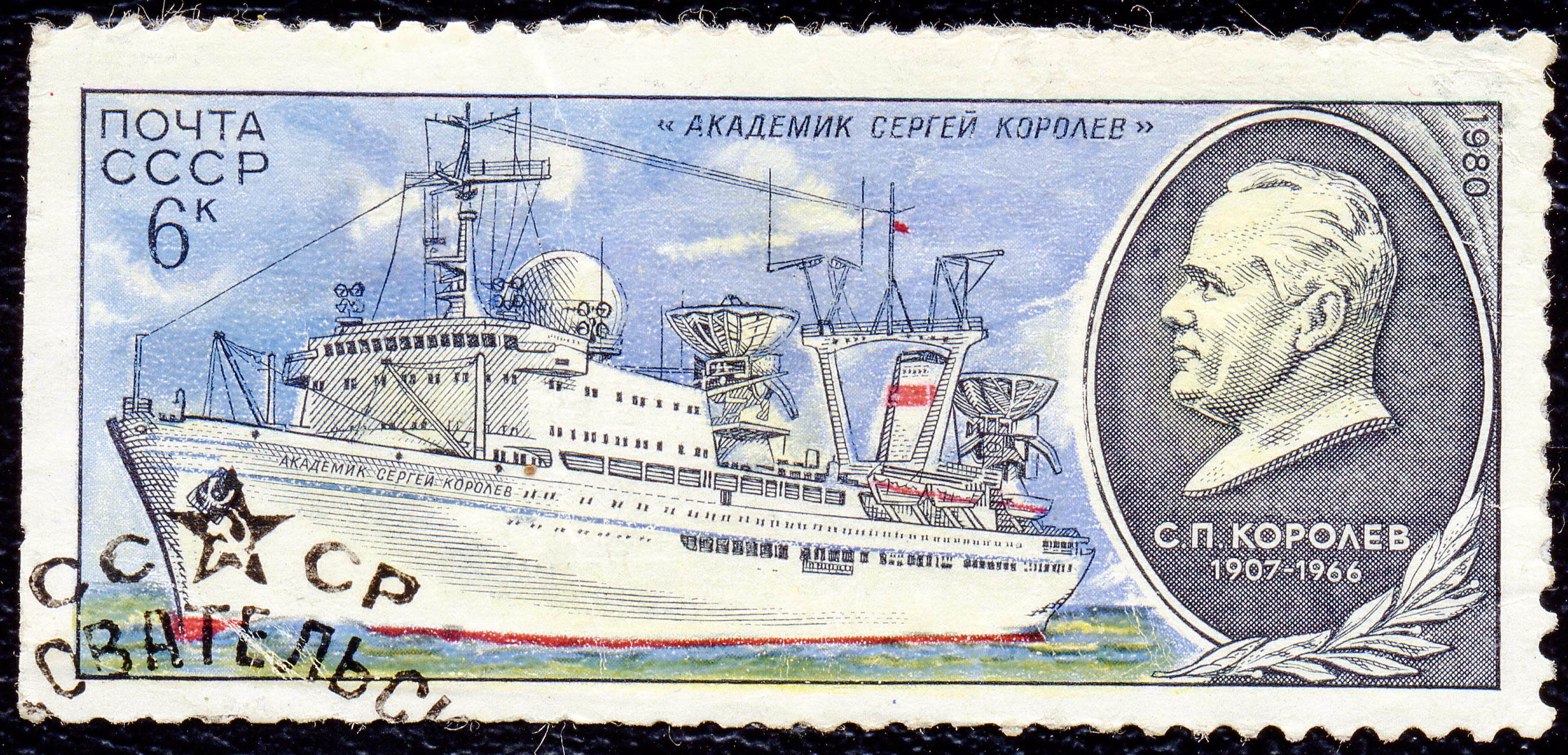
Timbre Akademik Sergey Korolev
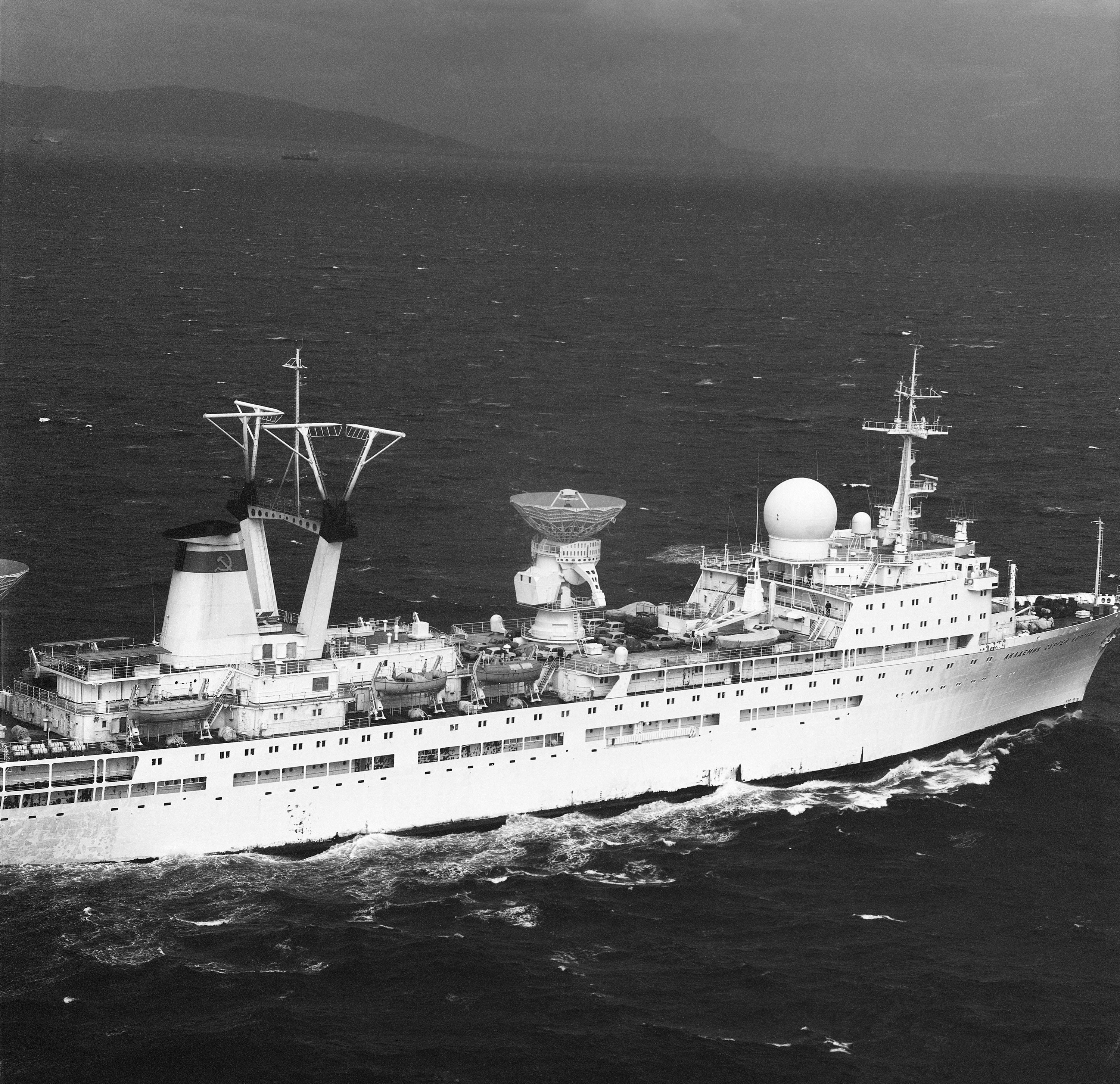
Akademik Sergey Korolev
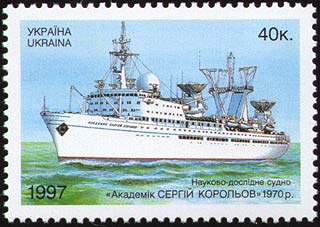
Timbre Akademik Sergey Korolev

## Note et référence
1. ↑  Die Kosmische Flotte (flotte cosmique)

- (en) Cet article est partiellement ou en totalité issu de l’article de Wikipédia en anglais intitulé « Soviet ship Akademik Sergey Korolev » (voir la liste des auteurs).